# On the Riviera
On the Riviera is een Amerikaanse muziekfilm uit 1951 onder regie van Walter Lang. De film werd destijds in Nederland uitgebracht onder de titel Aan de Rivièra.

## Verhaal
Jack Martin werkt als variétéartiest aan de Franse Rivièra. Hij doet er een voortreffelijke imitatie van de zakenman Henri Duran. Diens aantrekkelijke vrouw Lili is daar zozeer van onder de indruk dat ze hem vraagt voor haar man in te vallen tijdens een etentje. De zaken gaan verkeerd, wanneer hij de verschillende minnaressen van Duran tegen het lijf loopt.

## Rolverdeling
| Acteur           | Personage                 |
| ---------------- | ------------------------- |
| Danny Kaye       | Jack Martin / Henri Duran |
| Gene Tierney     | Lili Duran                |
| Corinne Calvet   | Colette                   |
| Marcel Dalio     | Philippe Lebrix           |
| Jean Murat       | Felix Periton             |
| Henri Letondal   | Louis Foral               |
| Clinton Sundberg | Antoine                   |
| Sig Ruman        | Gapeaux                   |
| Joyce Mackenzie  | Mimi                      |
| Monique Chantal  | Minette                   |
| Marina Koshetz   | Louise Cornet             |

## Prijzen en nominaties
| Jaar | Prijs  | Categorie              | Genomineerde(n)                                          | Uitslag     |
| ---- | ------ | ---------------------- | -------------------------------------------------------- | ----------- |
| 1951 | Oscars | Beste originele muziek | Alfred Newman                                            | Genomineerd |
| 1951 | Oscars | Beste decorontwerp     | Lyle Wheeler Leland Fuller Thomas Little Walter M. Scott | Genomineerd |